# Lophontosia fusca
Lophontosia fusca är en fjärilsart som beskrevs av Okano 1959. Lophontosia fusca ingår i släktet Lophontosia och familjen tandspinnare. Inga underarter finns listade i Catalogue of Life.